# Клетки Клара
Клетки Клара (крупные секреторные клетки) – выпуклые клетки с короткими микроворсинками, найденные в бронхиолах легких. Клетки были найдены в ресничном эпителии. Клетки Клара могут выделять гликозаминогликаны, чтобы защищать эпителий бронхиол. Если количество бокаловидных клеток уменьшается, число клеток Клара растет. Вырабатывают сурфактант. 

## Название
Клетки Клара были описаны в 1937 году Максом Клара (1899-1966), в честь которого они и были названы. Он был нацистским врачом, использовавшим останки жертв Третьего рейха для своих исследований в Лейпциге, в том числе для работы, приведшей к открытию клеток Клара. Также имеются указания на то, что Клара со своими сотрудниками проводил опыт над одним из заключенных, приговоренных к смерти. За несколько дней до казни ему вводили аскорбиновую кислоту с целью изучения влияния ее перорального приема, а также определения гистохимической локализации вещества.

## Функции
Главная функция клеток Клара – защита эпителия бронхиол. Осуществляется защита путём выделения некоторых веществ, в частности, секреторного белка клеток Клара (CCSP – Clara Cell Secretory Protein) и вещества, похожего на один из компонентов сурфактанта легких. Клетки Клара также ответственны за снижение токсичности вредных веществ, проникающих в легкие при вдохе. Происходит это с помощью цитохрома Р450, найденного в гладкой ЭПС этих клеток. Клетки Клара также выступают в роли стволовых клеток, дифференцируясь в ресничные клетки эпителия, чтобы восстанавливать эпителий бронхиол.

## Механизм
Бронхиолы — тонкие каналы, проводящие воздух из бронхов в альвеолы. Их диаметр обычно не превышают 2 миллиметров. Они покрыты кубическим эпителием, состоящим из снабженных ресничками клеток, и не снабженных ресничками клеток Клара, присутствующих только в бронхиолах. Эти клетки не только структурно отличаются от других клеток бронхиол, они также отличаются по функциям.
Одна из их важнейших функций – синтез и секреция слизи в просвет бронхиол. Это вещество включает в себя гликозаминогликаны, белки, такие как лизоцим и один из типов антител — IgA. Эти вещества играют важную роль в защите бронхиол. Клетки Клара также способствуют разрушению слизи из верхних частей воздухоносных путей. Гетерогенная природа гранул в цитоплазме клеток Клара может говорить о том, что не все они секретируются клетками. Некоторые гранулы содержат ферменты лизосом, играющие роль в переваривании и защите. Клетки Клара поглощают токсины из воздуха и разлагают с помощью цитохрома Р450 (в частности, его особой разновидности CYP4B1, которая присутствует только в этих клетках). некоторые гранулы могут образовываться в результате поглощения и переработки продуктов секреции. Клетки Клара способны к размножению. Они делятся и дифференцируются как в клетки ресничного эпителия, так и в клетки без ресничек.